# Magna International

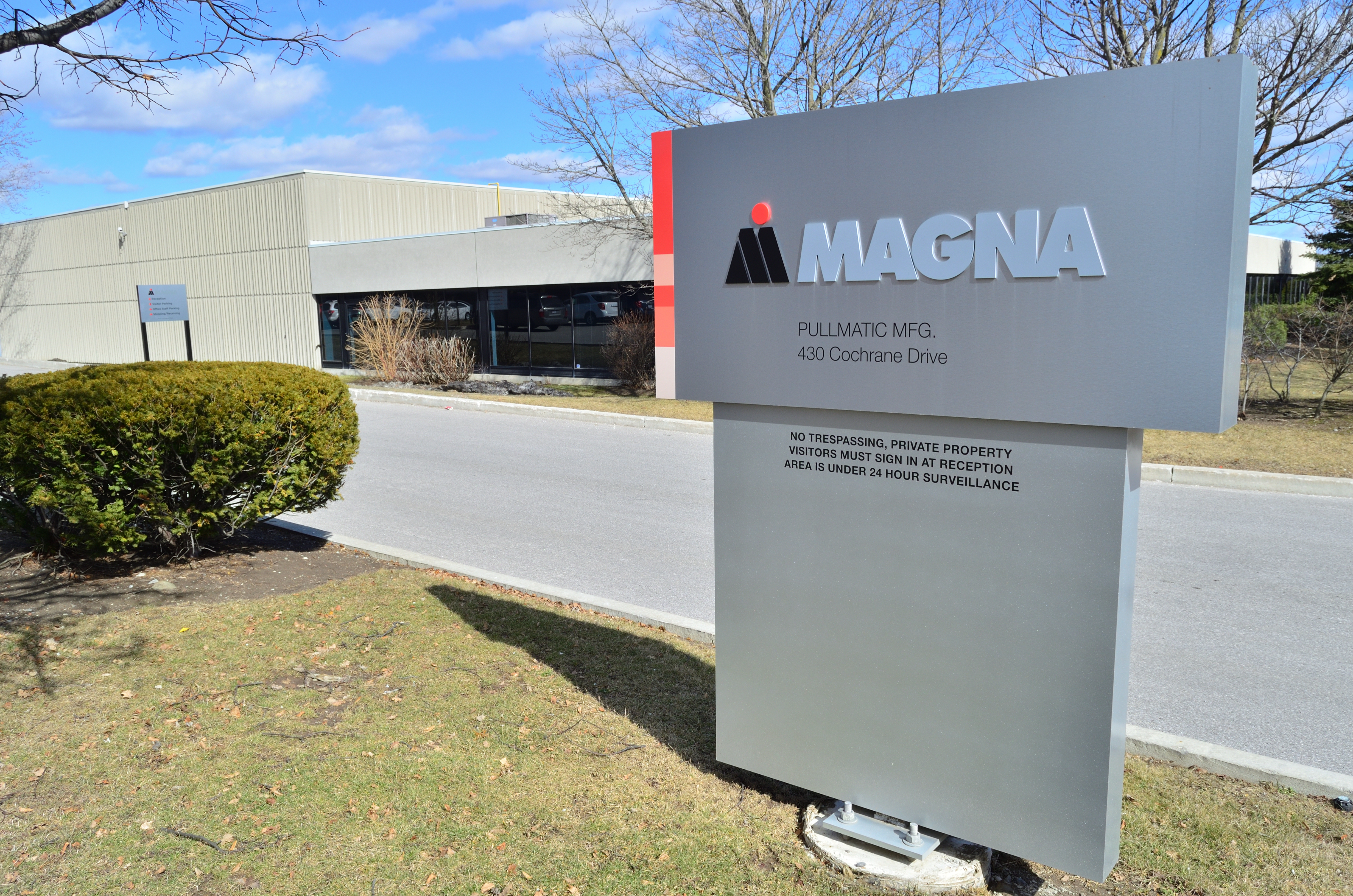
Imagem ilustrativa

Magna International é uma empresa do Canadá que fabrica componentes automotivos, as suas subsidiarias são Magna Steyr, Magna Powertrain, Magna Exteriors and Interiors, Magna Seating, Magna Closures, Magna Mirrors, Magna Electronics e a Cosma International, a Magna tem aproximadamente 108.000 funcionários em 340 operações de fabricação e 89 de desenvolvimento de produto e centros de vendas em 27 países, é a empresa é a maior fabricante de peças automobilisticas da America do Norte e um das maiores do mundo.